# Fender Jaguar
Fender Jaguar je model električne gitare koji se pojavio u ljetu 1962. godine. Ovaj model gitare šezdesetih godina, bio je prvenstveno namijenjen 'surf rock' gitaristima. Zbog svog specifičnog 'lepršavog' tona popularizirali su ga u devedesetim godinama alternativni rock glazbenici. Po obliku Jaguar gitara zapravo ima identično tijelo kao Fender Jazzmaster model, s razlikom u elektromagnetima i dužini skale vrata.

## Povijest
Model gitare je osmišljeno predstavljen tržištu kao nasljednik Fender Jazzmaster modela, koji je tu bio prisutan još iz kasnih 50-tih godina. S novim dizajnom i kraćom dužinom vrata (prvi Fenderov model s 22. praga) i s puno krom dekoracije, u biti treabao je biti novi top model. Iako je modelu Fender Jaguar bilo namijenjeno mjesto u samom vrhu Fenderovih dostignuća, nikada se nije mogao nositi s popularnošću koju je uživao model Stratocaster i Telecaster. Unatoč pokušajima poboljšanja i nadogradnje izvornog modela (promjene na vratu, i u finišu gitare), gdje je cijela serija modela imala hvataljku od javora s obvezatnim 'dot inlay' crnim točkama, priozvodnja je ipak 1975. godine prekinuta. Da bi 1999. godine s reizdanjem modela iz 1962. opet bila pokrenuta.

## Konstrukcija
Model Fender Jaguar i dalje slijedi osnovni princip dizajna u Fenderu. Dakle, na puno tijelo gitare od johe ili jasena s plutajućim tremolom, pričvršćen vijcima je vrat od javora. Iako prati liniju Jazmastera primjetne su razlike u 24" duljini skale vrata, koja je u modelu Jaqaura nešto kraća. Mašinice za navijanje žica su u rednoj liniji na asimetričnoj glavi vrata gitare. Elektronika gitare većinom je urađena od plastike (kao i ploča na tijelu) koja je smještena u šupljinu tijela, ispod ploče gitare. Električni sustav Fender Jaguar gitare čine dva Jaguar Cyclone jednostruka elektromagneta, koji su po svom izgledu slični kao na modelima Fender Stratocaster, ali su ovi po boji tona puno topliji, i po tome su u biti sličniji Gibson Les Paul modelima. Fender Jaguar je prvi dizajnirani model električne gitare s 22. polja na vratu gitare, i na čijem je tijelu dizajnerskim standardom omugućeno s položajnim prekidačem uključivanje/isključivanje pojedinog elektromagneta na gitari. Model Jaguar i Jazzmaster su koncipirani po sličnoj shemi spajanja, samo ovdje vidimo razliku u dodatku pri dnu tijela Jaguar modela u trodjelnom prekidaču. Prve dvije pozicije prekidača omogućavaju uključivanje/isključivanje elektromagneta bliže vratu, ili mostu gitare. Treći odabir je bio kondenzator koji je služio kao visoko propusni filter. Među gitaristima ovakav odabir položaja prekidača popularno se zove 'strangl switch' jer visoki reski ton koji prosto strši iznad ostalih tonova u sastavu teško je uhom neprimjetiti. Ako se uključi prekidač za elektromagnet bliži vratu, i k tomu doda i njegov puni volumen i ton, tada će prednjačiti bas tonovi. Kao i modeli Fender Jazzmaster, Fender Bass VI i Jaguar imaju neobično dizajniran plutajući tremolo, koji zbog svoje dužine ručice odstupa od modela 'sinhro tremola', koje nalazimo na Stratocaster modelima. Leo Fender je vjerovao da će ovaj dizajn ipak biti superioran nad ostalima, jer se u odnosu na prijašnje dizajne mosta sada ruka glazbenika mogla šetati naprijed/nazad po dužini žica ne prekidajući ritam sviranja. Ovaj plutajući koncept dizajna mosta kasnije je primjenit i na Fender Mustang modelu.

## Jaguar u glazbi
Model Fender Jaguar je u početku svoje prizvodnje 1960. godine bio popularan, a posebno su ga preferirali 'surf rock' sastavi kao što je npr., The Beach Boys.
Nakon što je surf-val prestao biti hit, a 80-tih se i prestao proizvoditi, model Jaguar je sve do početka 90-tih pao u zaborav. Cijena na tržištu je drastično opala, pa se već za 100 do 200 USA dolara mogao naći dobro ušćuvani model gitare. Takav trend stanja na tržištu bio je prilika, i poticaj, za mlade i ambiciozne glazbenike, da dođu u posijed modela Fender Jaguar gitare. Preteča ovog trenda su, između ostalog glazbenici: Kurt Cobain i John Frusciante u spotu Under the Bridge sa sastavom Red Hot Chili Peppers. Ljevoruki glazbenik Cobain je bio veliki zaljubljenijk u Jazzmaster i Jaguar modele gitara, i upravo model fender Jaguar iz '65te koristio je kao svoj osnovni instrument. Tu su i alternativni rock sastavi Sonic Youth, My Bloody Valentine i Placebo s gitaristom Brian Molko koji prakticiraju svirati na Jaguar modelima. Dalje se ističu: Greg Camp na albumu Defector i Maids of Honor, Nick Salomon, Maurice Deebank, Chris Deja u The Yardbirds Gareth Liddiard u The Drones, i drugi.

## Ostali modeli
- Fender American Vintage '62 Jaguar: ovo je reizdanje modela iz 1962. godine, proizveden u Kaliforniji. Dostupan je bio u bijeloj boji (s tamno crvenom pločom), plavoj (s bijelom pločom), crnoj (crna ploča) i tamno crvenoj boji (s tamno crvenom pločom.)
- Fender Classic Player Jaguar Special: model je bio dostupn u crvenoj boji (bijela ploča) i tamno crvenoj boji.
- Fender Classic Player Jaguar Special HH: model 'deluxe serije' s dva humbuckers elektromagneta. Dostupan je bio u bijeloj i tamno crvenoj boji.
- Fender Jaguar HH: model gitare s fiksnim mostom i dva humbuckers elektromagneta. Dostupan je bio u crnoj boji.
- Fender Bariton Jaguar Special HH: također model gitare s fiksnim mostom, dva humbuckers elektromagneta. Dužina skale je 27" (umjesto 24 inča) i dostupan je bio u crnoj boji.
- Fender Clascic Player Jaguar: Fender je u svibnju 2008. godine u Meksiku[14] pokrenuo proizvodnju Classic Player Serije modela, gdje je pristupio temeljitoj 'modernizaciji' dizajna gitare, i uveo niz novina: most gitare je tipa 'Tune-O-Matic', i ručica tremola je u odnosu na elektromagnete podignuta blago naprijed. Ovaj model gitare dostupan je u kombinaciji HH humbucker elektromagneta.[15]

## Vanjske poveznice
- Službena Fender stranica
- Fender Jaguar - povijest
- Fender Jaguar - recenzija  Arhivirana inačica izvorne stranice od 10. siječnja 2010. (Wayback Machine)